# Костина, Клавдия Алексеевна
Клавдия Алексеевна Костина (4 декабря 1909, село Николаевка, Бугурусланский район, Оренбургская область, РСФСР — 13 апреля 1982, Алма-Ата, Казахская ССР) — советская и казахская врач эпидемиолог, доктор медицинских наук (1968). Заслуженный врач Казахской ССР (1957). Заслуженный деятель науки Казахской ССР (1975).

## Биография
Родилась 4 декабря 1909 года в селе Николаевка Оренбургской области РСФСР.
В 1937 году окончила Алматинский государственный медицинский институт по специальности врач-эпидемиолог.
С 1950 по 1953 годы — Первый заместитель министра здравоохранения Казахской ССР.
С 1954 по 1958 годы — Начальник Главного санитарно-эпидемиологического управления Казахской ССР.
С 1958 по 1977 годы — Директор Казахского научно-исследовательского института эпидемиологии, микробиологии и инфекционных болезней.
доктор медицинских наук, тема диссертации: «Опыт снижения заболеваемости дифтерией в Казахстане» (1959—1967 годы).
Клавдия Костина разработала меры по ликвидации полиомиелита и золы в Казахстане, изучала эпидемиологию инфекционных кишечных заболеваний, их профилактику путём вакцинации.

## Награды и звания
- 1957 — Заслуженный врач Казахской ССР
- 1975 — Заслуженный деятель науки Казахской ССР
- Нагрудный знак «Отличник здравоохранения СССР»
- Награждена Почётной грамотой Верховного Совета Казахской ССР
- Орден Ленина
- Орден Трудового Красного Знамени (дважды)
- Орден «Знак Почёта»
- Медаль «За трудовую доблесть»
- Медаль «В ознаменование 100-летия со дня рождения Владимира Ильича Ленина» (1970)
- Медаль «Ветеран труда»